# Der Sieger (1952)
Der Sieger (Originaltitel The Quiet Man) ist ein US-amerikanischer Spielfilm des Regisseurs John Ford aus dem Jahr 1952. Als Vorlage diente die Erzählung Der stille Mann von Maurice Walsh. Gedreht wurde der Film hauptsächlich in und um Cong im irischen County Mayo. In Deutschland war der Film auch unter dem Titel Die Katze mit dem roten Haar zu sehen.

## Handlung
Sean Thornton kehrt aus den Vereinigten Staaten in seinen Heimatort in Irland zurück. Beim Rückkauf seines Elternhauses von der Witwe Tillane lernt er den an seinem elterlichen Besitz ebenfalls interessierten Gutsherrn Will Danaher kennen. „Red“ Will macht sich seit Jahren Hoffnung auf die Witwe Tillane, die durchaus an ihm interessiert, von seiner Grobschlächtigkeit jedoch abgeschreckt ist. Sie verkauft daher Sean sein Elternhaus, was ihn aber wiederum zum Feind von Danaher macht. Thornton trifft auch auf Wills Schwester Mary Kate Danaher, und bald will das Paar heiraten. Der Gutsherr muss jedoch der Ehe seiner Schwester zustimmen und lehnt das kategorisch ab. Mehrere mit Thornton befreundete Dorfbewohner, darunter der örtliche Heiratsvermittler Michaleen Flynn und der katholische Pfarrer Lonergan, können Danaher allerdings austricksen: Sie machen ihm glaubhaft, die Witwe Tillane würde ihn erst heiraten wollen, wenn seine Schwester den Haushalt verlasse und so Platz für die Witwe mache. Daraufhin gibt Danaher der Hochzeit seine Zustimmung.
Als Will der Witwe an dem Hochzeitstag von Sean und Mary einen Heiratsantrag macht und diese ihn ablehnt, bemerkt er, dass er hinters Licht geführt wurde, und wird wütend. Er gibt zwar nach langem Zögern ihre Möbel heraus, die Mitgift seiner Schwester zahlt er aber nicht. Als Sean nicht mit ihm darum kämpfen will, verweigert sich Mary ihrem Mann. Sean gilt im Dorf darum allgemein als „Waschlappen“, da niemand außer dem protestantischen Pfarrer Playfair den wahren Hintergrund kennt: Der ehemalige Box-Champion Sean Thornton hatte einst in den Staaten in einem Kampf seinen Gegner durch einen Faustschlag getötet, daher geht er nun jedem Faustkampf aus dem Wege.
Als Mary Kate ihren Ehemann verlassen will, entschließt er sich zu handeln: Er packt Mary Kate und wirft sie Will mit der Bemerkung, ohne Mitgift sei keine Ehe zustande gekommen, vor die Füße. Mary ist fassungslos, und als Red Will die Mitgift, ein dickes Bündel Geldscheine, vor Sean auf den Boden wirft, hebt dieser sie auf und wirft sie wortlos in das Feuerloch einer Dampfmaschine, deren Klappe von Mary Kate offen gehalten wird. Sie weiß nun, was sie Sean bedeutet, und geht stolz heim, um ihrem Mann das Abendessen zuzubereiten. In einem bemerkenswerten Faustkampf raufen sich die beiden Kontrahenten schließlich zusammen und freunden sich an. Will bekommt zum Schluss noch die angebetete Witwe Tillane.

## Hintergrund
Die Kurzgeschichte The Quiet Man von Maurice Walsh wurde 1933 in The Saturday Evening Post veröffentlicht. Später bearbeitete Walsh seine Kurzgeschichte nochmals und veröffentlichte sie in seiner Sammlung The Green Rushes (1936). Ford und Drehbuchautor Frank S. Nugent nahmen ihrerseits noch ein paar Änderungen vor. So wurden die Bezüge zu der in der Kurzgeschichte wichtigen Irisch-Republikanischen Armee minimiert. Ford, dessen Familie irischer Herkunft war, hatte die Geschichte kurz nach ihrem Erscheinen gelesen und wollte sie sofort verfilmen. Allerdings reagierten in den nächsten 15 Jahren zunächst alle Hollywood-Produzenten ablehnend: Es sei eine dumme kleine irische Geschichte, die niemals Geld bringen würde.

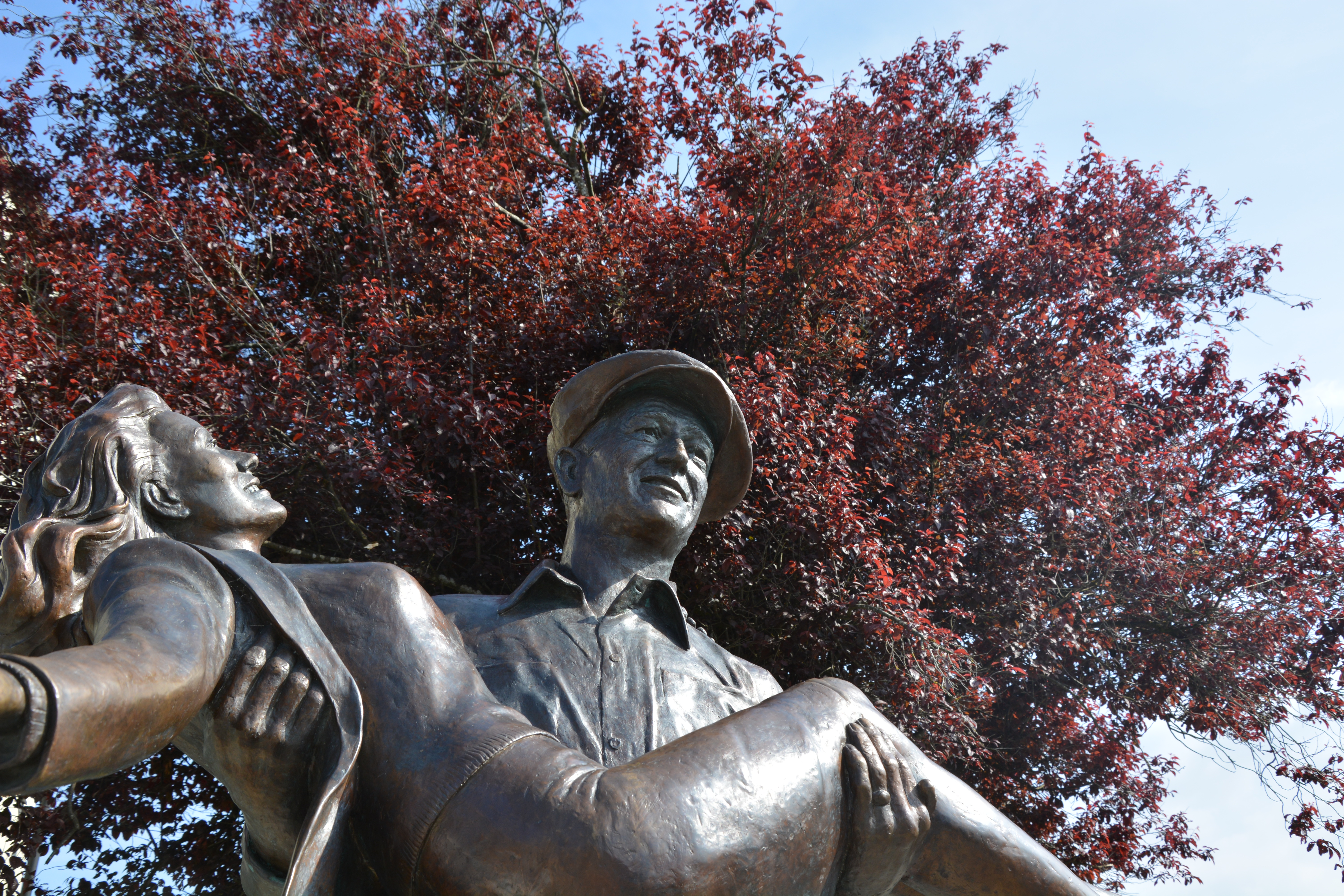
Gedenkstatue für den Film im Drehort Cong

Erst Herbert Yates, der Chef von Republic Pictures, gab Ford grünes Licht, endlich sein Lieblingsprojekt anzugehen – im Gegenzug musste Ford für Republic Rio Grande, ebenfalls mit John Wayne und Maureen O’Hara in den Hauptrollen, drehen. Yates war trotz seiner Zustimmung über die hohen Kosten sowie das unkonventionelle Filmthema nervös und hatte Zweifel am Erfolg des Films. Die Außenszenen wurden im Sommer 1951 in Irland in den Countys Mayo und Galway gedreht. Viele Szenen entstanden im Ort Cong und seiner unmittelbaren Umgebung, weshalb das Dorf heute touristisch mit Der Sieger wirbt. Im Filmvorspann ist das Ashford Castle nahe Cong zu sehen. Die Innenszenen entstanden dagegen im Studio von Republic in Hollywood. Für das vergleichsweise kleine Studio Republic war das Filmbudget von fast zwei Millionen US-Dollar außergewöhnlich hoch. Um die Kosten für seinen Freund Ford zu deckeln, nahm Wayne für die verhältnismäßig geringe Gage von 100.000 US-Dollar das Filmprojekt an.
Der Film wurde in sehr familiärer Atmosphäre gedreht, was sich auch in der Besetzung widerspiegelt. Francis Ford, der ältere Bruder des Regisseurs, ist als bärtiger alter Dorfbewohner zu sehen, der sich dank der Prügelei aus seinem Totenbett erhebt. John Waynes vier Kinder Michael, Mary, Patrick und Melinda treten als Komparsen in der Rennszene auf. Maureen O’Haras jüngere Brüder sind ebenfalls im Film anwesend: Charles B. Fitzsimons (1924–2001) spielt einen der Kneipenfreunde von Waynes Figur, James Fitzsimmons (1927–1992) den jungen Priester Paul. Barry Fitzgerald spielt den Heiratsvermittler Michaleen, während sein jüngerer Bruder Arthur Shields als protestantischer Pfarrer Playfair zu sehen ist.

## Auszeichnungen

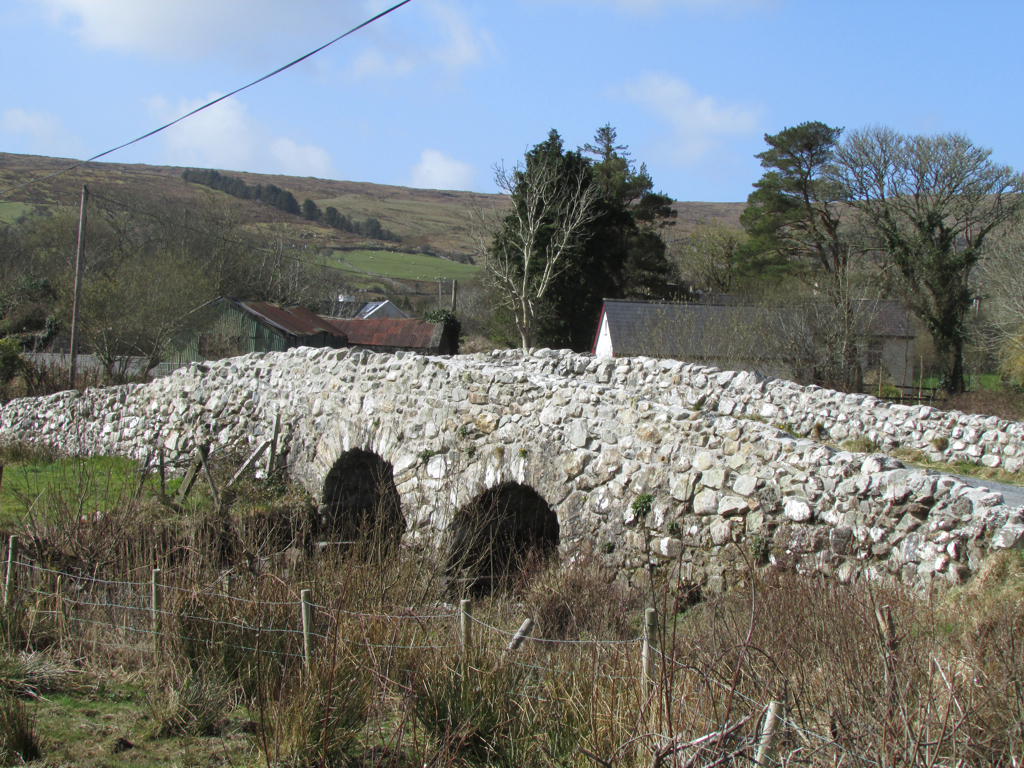
Die Brücke aus dem Film

### Oscar1953
- Oscar in der Kategorie Beste Regie an John Ford
- Oscar in der Kategorie Beste Kamera (Farbe) an Winton C. Hoch und Archie Stout
- Nominierung in der Kategorie Bester Film für die Produzenten John Ford und Merian C. Cooper
- Nominierung in der Kategorie Bester Nebendarsteller für Victor McLaglen
- Nominierung in der Kategorie Bestes Szenenbild (Farbe) für Frank Hotaling, John McCarthy Jr. und Charles S. Thompson
- Nominierung in der Kategorie Bester Ton für Daniel J. Bloomberg
- Nominierung in der Kategorie Bestes adaptiertes Drehbuch für Frank S. Nugent

### Golden Globe Award1953
- Nominierung in der Kategorie Beste Regie für John Ford
- Nominierung in der Kategorie Beste Filmmusik für Victor Young

### Filmfestspiele von Venedig1952
- Internationaler Preis für John Ford
- OCIC Award für John Ford
- Nominierung für den Goldenen Löwen für John Ford

### Weitere Auszeichnungen
- DGA Award 1953 für die außergewöhnliche Regieleistung an John Ford und Wingate Smith
- WGA Award 1953 für das beste Drehbuch (Komödie) an Frank S. Nugent
- NBR Award 1952 in der Kategorie Bester Film
- 1953: Film des Monats Juni; Evangelischen Filmgilde
- Aufnahme in das National Film Registry 2013

## Synchronisation
Die deutsche Synchronfassung entstand im Jahr 1953, wobei der Film gekürzt im deutschen Kino erschien und daher einige kurze Szenen unsynchronisiert geblieben sind.
| Rolle                           | Schauspieler     | Dt. Synchronstimme     |
| ------------------------------- | ---------------- | ---------------------- |
| Sean Thornton                   | John Wayne       | Heinz Engelmann        |
| Mary Kate Danaher               | Maureen O’Hara   | Edith Schneider        |
| Michaleen Oge Flynn             | Barry Fitzgerald | Alfred Balthoff        |
| Vater Peter Lonergan (Erzähler) | Ward Bond        | Ernst Wilhelm Borchert |
| „Red“ Will Danaher              | Victor McLaglen  | Walther Suessenguth    |
| Sarah Tillane                   | Mildred Natwick  | Ursula Diestel         |
| Mrs. Elizabeth Playfair         | Eileen Crowe     | Agnes Windeck          |
| Ignatius Feeney                 | Jack MacGowran   | Walter Bluhm           |

## Rezeption
The Quiet Man war einer der erfolgreichsten Filme des Jahres und machte alleine 1952 insgesamt rund 3,8 Millionen US-Dollar Gewinn. Bis heute erhält der Film von Kritikern weitgehend positive Rezensionen. Im englischsprachigen Raum wird der Film bis heute oft am Saint Patrick’s Day im Fernsehen ausgestrahlt. Es gibt zahlreiche popkulturelle Anspielungen auf den Film, beispielsweise schaut sich die Titelfigur in E.T. – Der Außerirdische eine Kussszene zwischen Sean und Mary im Fernsehen an.

„Hervorragend inszenierte derb-heitere Komödie aus dem irischen Dorfmilieu, deren Handlungsvorbild Shakespeares ‚Der Widerspenstigen Zähmung‘ lieferte.“

„Mit dieser sehr atmosphärischen Charakterkomödie mit einem kauzigen Wayne, bestechendem Dialogwitz und einer schwungvollen Inszenierung gelang Regisseur John Ford einer der besten Filme aller Zeiten. Zurecht wurden zwei Oscars verliehen: für Regie und Kamera (Hoch/Stout). Ein Film, an dem einfach alles stimmt!“

„Originelle bunte Komödie um komische Käuze und Dickschädel in der natur- und lebensnahen Welt eines irischen Dorfes. […] Überwiegend sehenswert.“

## Medien

### DVD-/Blu-ray-Veröffentlichungen
- Der Sieger. Alive, 2018 (ungekürzte Fassung)
- Der Sieger. Kinowelt Home Video, 2000 (ungekürzte Fassung)
- John Ford: Dreaming the Quiet Man. Element Pictures, 2010 (Dokumentarfilm)

### Soundtrack
- Victor Young: The Quiet Man. First Complete Recording. Silva Screen, London 2000, Tonträger-Nr. SSD 1118 / UPN 7-3857-21118-2-3 – digitale Neuaufnahme der vollständigen Filmmusik mit dem Dublin Screen Orchestra unter der Leitung von Kenneth Alwyn
- Victor Young: The Quiet Man – Suite From the Original Motion Picture Soundtrack. Auf: Samson and Delilah – The Quiet Man. Original Soundtracks. Originaleinspielung der Filmmusik des Victor-Young-Orchesters unter der Leitung des Komponisten. Membran/Mousiki Akti, Hamburg und Athen 2004, Tonträger-Nr. 221857-207
- Victor Young: The Quiet Man – Suite. Auf: Shane. A Tribute to Victor Young. Digitale Neueinspielung des New Zealand Symphony Orchestras unter der Leitung von Richard Kaufman. Koch International, Port Washington 1996, Tonträger-Nr. 3-73765-2 H1